# Kim So-hee
Kim So-hee (kor. 김소희; ur. 16 września 1976 w Daegu) – południowokoreańska łyżwiarka szybka, specjalizująca się w short tracku, mistrzyni olimpijska w sztafecie i brązowa medalistka w biegu na 1000 metrów podczas igrzysk w Lillehammer.
Uczestniczyła w dwóch zimowych igrzyskach olimpijskich. W 1992 roku w Albertville zajęła dziewiąte miejsce w biegu na 500 metrów. Dwa lata później w Lillehammer wystąpiła w trzech konkurencjach – w biegu na 500 metrów była piąta, na 1000 metrów zdobyła brązowy medal, a w sztafecie, w której wystąpiła wspólnie z Chun Lee-kyung, Kim Yun-mi i Won Hye-kyung, zdobyła złoty medal.